# Печатка Вісконсину

Печатка Вісконсину

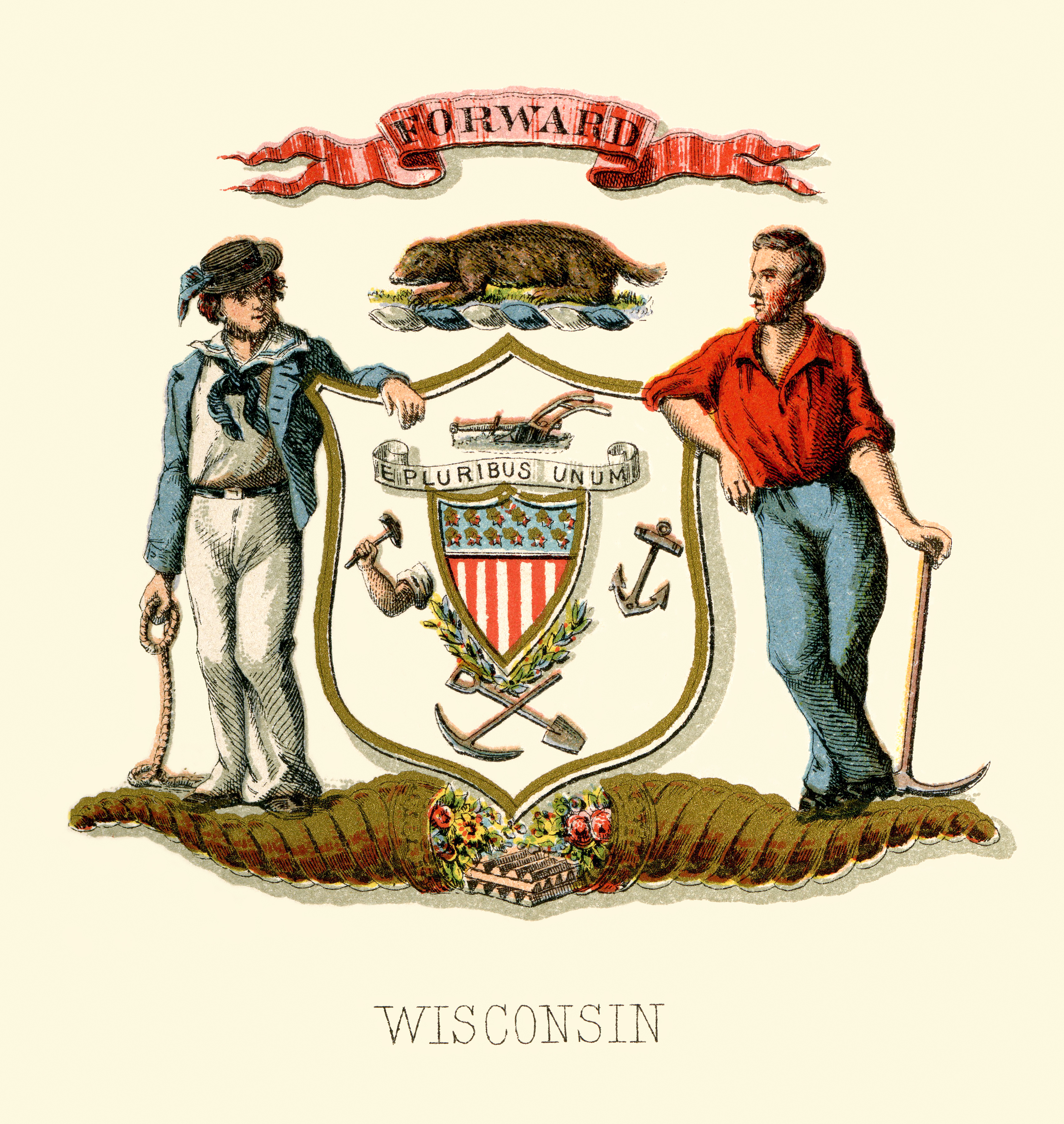
Історичний герб штату (1876)

Велика печатка штату Вісконсин (англ. The Great Seal of Wisconsin) — один з офіційних символів штату Вісконсин, США.

## Історія
Уперше печатка з'явилася в території Вісконсин 1836 року, яку 1839 року було перероблено. Коли 1848 року територія стала штатом Вісконсин, було представлено нову печатку, до якої вносили зміни 1851 і 1881 року.

## Дизайн
Печатка складається з герба, з написом «Велика печатка штату Вісконсин» англійською мовою вгорі і тринадцятьма зірками знизу, що символізують перші тринадцять штатів, що долучилися до США.
Угорі герба зображено:
- девіз штату Forward («Вперед»);
- борсука — тварину штату.

У центрі герба зображено:
щит:
- зліва вгорі: плуг, що символізує сільське господарство;
- справа вгорі: кірку і лопату як символи гірничої справи;
- зліва внизу: рука з молотом, що символізує промислове виробництво;
- справа внизу: якір, що символізує судноплавство;
- у центрі: герб США з девізом «E Pluribus Unum»;

щитотримачів: моряка і йомена (зазвичай вважається шахтарем), що символізують працю на воді і на суші.
Низ герба:
- Ріг достатку, що символізує процвітання і багатство;
- 13 свинцевих злитків, що символізують корисні копалини і початкові штати США.

Печатка особливо підкреслює гірничу справу і судноплавство, оскільки під час заснування штату в 1848 році видобуток заліза і свинцю разом з перевезенням вантажів по Міссісіпі й Великим озерам були головними галузями промисловості Вісконсину.